# Explosia
Explosia a.s. je český výrobce výbušnin. Jeho nejznámějším výrobkem je plastická trhavina Semtex. V roce 1920 byla v Semtíně založena Československá akciová továrna na látky výbušné. V roce 1921 začala společnost vyrábět výbušné látky v nově postavené továrně v Semtíně. V roce 1934 se společnost přejmenovala na Explosia a. s. V roce 1946 byl vytvořen národní podnik Synthesia, který zahrnoval Explosii a sesterskou Synthesii, která byla založena v roce 1928, aby vyráběla suroviny pro Explosii. Synthesia n. p. byla později přejmenována na Východočeské chemické závody n. p. V roce 1954 byl založen Výzkumný ústav průmyslové chemie.

## Založení závodu Explosia

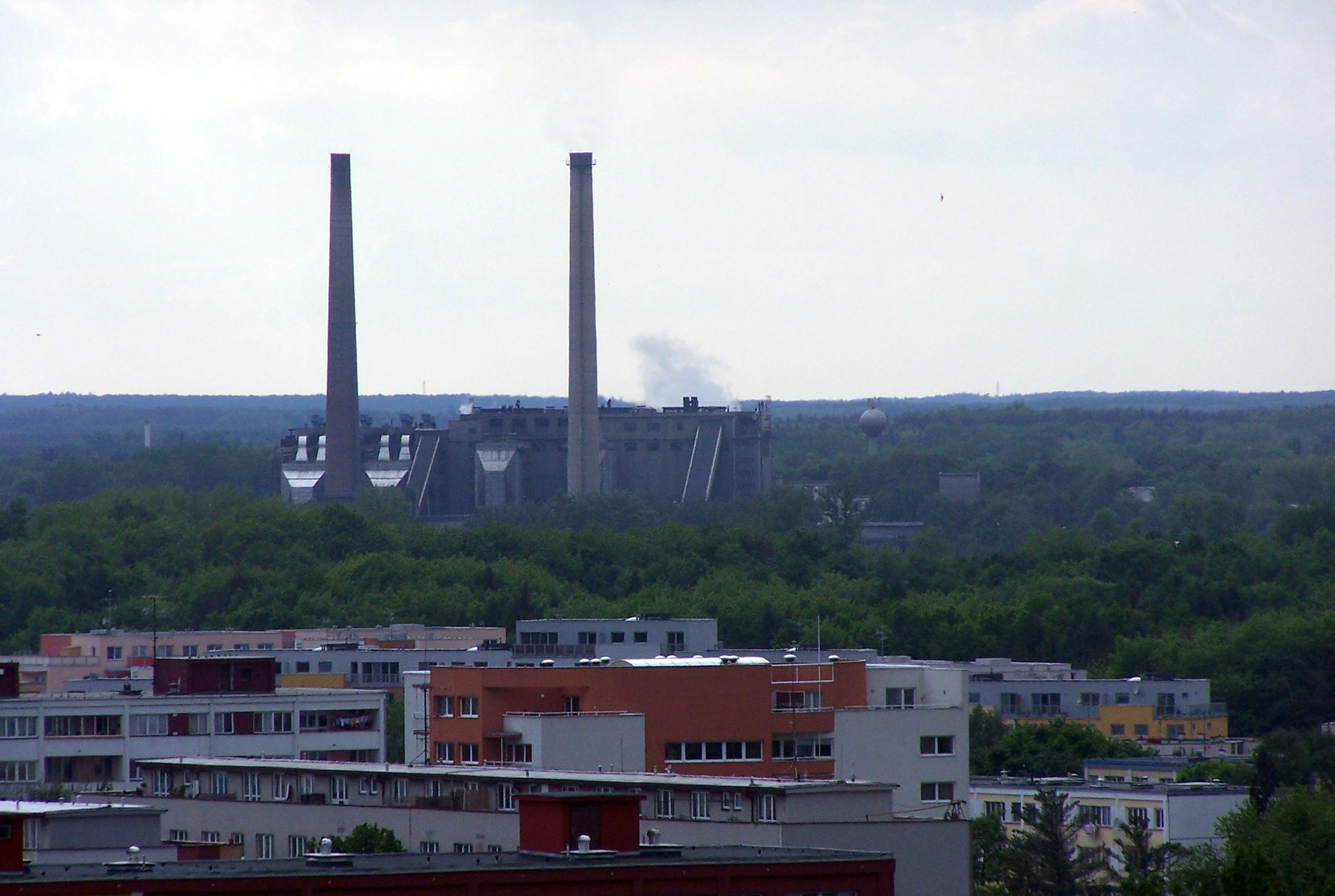
Elektrárna firmy Explosia, Pardubice-Semtín (2004)

Na výrobu výbušnin, sody, dusíkatých látek, umělého hedvábí, destilaci dřeva a zejména výrobu nafty měl v ČSR značný vliv zahraniční kapitál. V semtínské Explosii to byl kapitál francouzský, anglický a rakouský.

### Výroba výbušnin v monarchii
Akciová společnost Dynamit Nobel v Bratislavě, zřízená v roce 1873, patřila před první světovou válku do koncernu Alfreda Nobela a specializovala se na výrobu výbušnin, dynamitu, střelné bavlny, nitrocelulózy. Od roku 1896 měl bratislavský podnik s maďarským vedením a sídlem ve Vídni (A. G. Dynamit Nobel Wien), ležící u dunajského přístavu a na železničním uzlu pro rakousko-uherskou monarchii strategický význam. Firma si brzo vybudovala síť svých závodů po uherské části, později expandovala i do rakouské části monarchie a do zahraničí (např. r. 1895 Jižní Afrika - provincie Transvaal). Jejím klíčovým partnerem se stala bratislavská akciová společnost Apollo, rafinérie minerálních olejů. Na valné hromadě dne 19. 7. 1919 se usnesla přeložit sídlo do Bratislavy. Její hodnota byla 150 miliónů korun a po vzniku republiky zde pracovalo 1 000 - 1 400 zaměstnanců.

### Zájemci o výrobu výbušnin v Československu
Po vzniku čsl. republiky se bývalá rakousko-uherská výroba výbušnin v továrnách vídeňského koncernu A. G. Dynamit Nobel nacházela v Bratislavě, Zámcích u Roztok a Trenčíně. Význam vojensko-strategický měla zejména továrna v Bratislavě, jejíž výroba byla během války rozšířena o výrobu nitrotoluenu, kyseliny pikrové, střelné bavlny, bezdýmného prachu a bezpečnostních trhavin.
Vídeňská společnost nově vzniklé republice nabídla, že bude respektovat veškeré „nostrifikační podmínky“, do správní rady přijme české i slovenské partnery a změní tak složení akciového kapitálu, dokonce byla ochotna bratislavský podnik, nacházející se sedm kilometrů od maďarských hranic, přenést na strategicky výhodnější místo.
Živnostenská banka, která reprezentovala zájmy o výrobu výbušnin stran finančních a ekonomických skupin, využila francouzské „Société Centrale de Dynamite Paris“ (jež kontaktovala v Paříži Edvarda Beneše) a anglické „Explosives Trades Limited Ltd. London“ (Imperial Chemical Industries Ltd). Další skupinou, která projevila zájem na zřízení továrny s výrobou výbušnin, se stala skupina (důstojníků a zaměstnanců) z největší rakouské prachárny v obci Blumau-Neurißhof. Za Rakouska-Uherska patřila pod ministerstvo války (velitel generál Ing. Esop). Pracovalo zde 19 100 zaměstnanců, z toho 12 000 Čechů, Slováků a Němců z českých zemí. Tato skupina odborníků založila při ministerstvu národní obrany odbor třaskavin, držela významné pozice jak na ministerstvu, následně pak v Čs. továrně na látky výbušné v Semtíně u Pardubic, ale i dalších.

### Nový podnik s francouzským a anglickým kapitálem
Hned po státním převratu roku 1918 bylo povolanými činiteli ministerstva národní obrany na to poukazováno, že československá republika není nijak zabezpečena co do potřeby výbušných látek a to ani s hlediska vojenského ani národohospodářského, a zdůrazněno, že stát náš ve věci té se musí zabezpečiti a učiniti úplně neodvislým od jediného podniku, látky výbušné dosud vyrábějícího, t. j. akciové společností Dynamit Nobel. Důsledkem toho bylo přikročeno k monopolisaci látek výbušných, jak provedena zákonem z 15. července 1919, č. 414 Sb. z. a n. a prováděcím nařízením z 8. listopadu 1920, č. 615 Sb. z. a n.
Odpověď předsedy vlády na interpelaci poslance Bendy a soudruhů o monopolu výbušných látek (1921).

Dne 23. 3. 1920 se konala ustavující valná hromada, na které byla založena „Československá akciová továrna na látky výbušné“ (anglicky Czechoslovak Explosives Ltd., francouzsky Fabrique Tchécoslovaque d´ Explosives, Société anonyme) a to s akciovým kapitálem 15 miliónů korun. Domácí kapitál držel 55%, anglická a francouzská společnost vlastnily 45%. Francouzská a anglická společnost však svůj vstup do nového závodu v Semtíně podmínila obdržením monopolu na výrobu výbušných látek v Československé republice. Ministr financí udělil „Československé akciové továrně na látky výbušné“ na základě vládního nařízení ze dne 3. 11. 1920 k zákonu č. 414 Sb. z. a n. ze dne 15. 7. 1919 výrobní monopol po dobu 30 let k produkci osmi druhů výbušnin. Od 18. 4. 1934 se továrna jmenovala Explosia, Československá akc. tov. na látky výbušné.

### Spolupráce s Dynamit Nobel
Získání monopolu v rukou francouzského a anglického kapitálu se samozřejmě nemohlo líbit a. s. Dynamit Nobel v Bratislavě, jež se snažila o upevnění svých pozicí v novém čsl. státě (ředitel Erwin Philipp, právní zástupce firmy advokát a člen správní rady dr. Václav Bouček). Osobní zájem na dohodě mezi Explosií a Dynamit Nobel měl generál Ing. Otakar Husák, jež se měl stát generálním ředitelem „Československé akciové továrny na látky výbušné“ a v té době zastával post ministra národní obrany. Od roku 1924 seděl ve správní radě nově založené naftové akciové společnosti „Dombrova“, náležející ke koncernu firmy „Société des Petroles de Dobrowa“ v Paříži a od roku 1933 ve správní radě Barbory, vzájemné pojišťovny v Praze. V únoru roku 1922 uzavřela A. G. Dynamit Nobel a Explosie dohodu, kdy akciový podíl zahraničního kapitálu u společností francouzských, anglických a rakouských (A. G. Dynamit Nobel) tvořil 16%, domácí si ponechal 52%. Zároveň ve správní radě zasedali dva zástupci A. G. Dynamit Nobel (E. Philipp, ředitel společnosti, M. Rotter, generální ředitel rakouské Länderbank AG).
Za francouzské akcionáře zasedali ve správní radě Pierre Duché, ředitel Société Centrale de Dynamite a Pierre Leplay, ředitel Société Nobel Francaise Paris. Anglickou kapitálovou skupinu reprezentoval Bickford - Smith Leonard William, jenž byl místopředsedou správní rady, Cox Arthur Walter John a Wilson Adam, ředitel anglické společnosti.
Marta Kohárová: Francouzská, anglická a rakouská kapitálová účast v semtínské Explosii
Od roku 1923 docházelo u „Dynamit Nobel v Bratislavě“ k oslabování výroby výbušnin, jež byla v roce 1924 zastavena. Po celou meziválečnou dobu byl ze strany německého kapitálu zaujat ke stagnujícímu a neprosperujícímu podniku vyčkávající postoj. V roce 1926 koncern Dynamit Nobel, Troisdorf navázal spolupráci s IG Farben a zaměřil se na budováním podniků v méně vyspělých státech střední a jihovýchodní Evropy.
Od třicátých let se Angličané začali snažit o odprodej svých akcií, což se jim podařilo jen z malé části, když je odkoupila česká agrární skupina v čele s dr. Ladislavem Feierabendem za podpory Živnobanky (ředitel Jaroslav Preiss). Před rozpadem „Česko - Slovenska“ držela anglická skupina 15,3% akcií, francouzská skupina, jež se nákup anglického podílu nezdařil ani za podpory ministerstva národní obrany, 16% akcií. Zbytek akcií měla Explosia.

### Synthesia
Ostravsko-karvinské těžební společnosti přistoupily v roce 1927 za účasti Spolku pro chemickou a hutní výrobu v Ústí nad Labem k založení akciové společnosti Československé továrny na dusíkaté látky v Mariánských Horách. Stejný výrobní program měl i v roce 1928 z popudu anglického a francouzského kapitálu vystavěný sesterský podnik Synthesia a. s. v Semtíně s akciovým kapitálem 12 miliónů, čímž Čs. akc. tov. na látky výbušné porušily dohodu, že výrobu tohoto typu nebudou zavádět. V roce 1933 se angl. a franc. skupině podařilo prosadit založení „Barbory“, vzájemné pojišťovny v Praze. V roce 1937 došlo i na realizaci projektu „S II“ (Semtín II), sesterského podniku Explosie. Za podpory francouzského a anglického kapitálu byl schválen tajný projekt na vybudování továrny výbušnin pro Sovětský svaz s krycím názvem „Akce Tábor”.

## Začlenění do říšskoněmeckého válečného průmyslu
Poslední zasedání správní rady za účasti Francouzů a Angličanů se konalo dne 7. 8. 1939. Správcem anglických a francouzských akcií se stal od 14. 11. 1939 Reinhold Freiherr von Lüdinghausen. Post generálního ředitele zastával až do konce války dr. Wilhelm Voss, generální ředitel A. G. Reichswerke Hermann Gőring. V roce 1942 vznikla holdingová společnost „Waffen - Union - Škoda - Brün“, Gm. b. H. Berlin.

## Poválečné znárodnění

### Národní podnik Synthesia, chemické závody
V roce 1946 vznikla sloučením SYNTHESIA, chemické závody - národní podnik (podnikové ředitelství Praha XII, Škrétova 6) se závody:
- EXPLOSIA, Semtín u Pardubic a Lipník nad Bečvou

Výbušné látky, nitrocelulóza pro veškeré průmyslové účely, kolodium, rozpouštědla, zřeďovadla a změkčovadla, éter technický i pro narkózy, dinitroorthokresol a jiné organické nitrolátky.
- SYNTHESIA, Semtín u Pardubic

Kyselina sírová a dusičná, čpavek, močovina, dusíkatá hnojiva, ledek sodný, ledek amonný, diamoniumfosfát, kyselý uhličitan amonný, dusitan sodný, chlorid amonný, siřičitan sodný, kyslík, kyselina uhličitá, barvy zemité.
- UMA, Semtín u Pardubic, Praha, Lipník nad Bečvou

Celuloid v deskách, tyčích, trubicích i v roztocích, umělá kůže (Umaskin), umělé pryskyřice: ušlechtilé Umalon a technické, lisovací prášky (Umalit), vrstvené hmoty: Umacart na podkladě papíru, Umatex na podkladě textilu a Umastone na podkladě dřeva, lepicí fólie, umělá lepidla a jiné plastické hmoty.
- Společnost pro zpracování draselných louhů, Kolín

Sloučeniny kyanu, saze a jiné chemikálie.
- Továrna na umělá hnojiva a lučebniny, Slatiňany

Kyselina sírová, superfosfát.
- A. SCHRAM, Lovosice, Poštorná

Kyselina sírová, superfosfát.
- Rolnické lučební závody, Přerov

Kyselina sírová, superfosfát, lisovna oleje.
- Pražské chemické závody, Kolín, Pečky, Slaný

Kyselina sírová, superfosfát, Bioklein, methylchlorid, lisovna oleje.
V roce 1948 pod názvem národní podnik „Východočeské chemické závody“.

## Podnik po roce 1989
V roce 1990 se pro závod výroby výbušnin (závod 05 – zvláštní výroba) Synthesie začalo používat označení Explosie. V roce 1998 byla založena jako dceřiná společnost Synthesie „Explosia a. s.“, o rok později vznikla Výrobně-obchodní jednotka Explosia spojením VÚPCH a závodu Explosie. Tato jednotka byla v roce 2002 vložena do Explosie a. s.
V roce 2003 se kromě AliaChemu a. s. (tehdejší obchodní firma Synthesie) stala kapitalizací pohledávek dalším akcionářem společnost Strojírny Košíře, a. s. (později Strojírny Tatra Praha, a. s.). V roce 2004 získala oba podíly Česká konsolidační agentura, v roce 2008 přešly všechny akcie na Ministerstvo financí České republiky.
Explosia zaplatila Babišovi Aliachem
Vláda od Babišovy společnosti Aliachem nakonec také Explosii převzala: výměnou za snížení dluhu firmy Aliachem vůči České konsolidační agentuře o 700 miliónů korun.
Explosia a Synthesia: Od státu k Babišovi a zase zpět, 2015
V červenci 2013 musel stát kvůli ztrátovému hospodaření navýšit kapitál společnosti úpisem nových akcií za 250 milionů korun. Dceřiné společnosti Istrochem Explosives a Explosia SK vykázaly za rok 2013 ztrátu a jejich vlastní kapitál byl k 31. 12. 2013 záporný. Od roku 2014 je Explosia závislá na dodávkách chemičky Synthesia (v rukách Andreje Babiše). Na jeho návrh přešla z tradiční gesce ministerstva financí pod ministerstvo průmyslu a obchodu.